# Красавица Лакнау
«Краса́вица Лакна́у» или «Краса́вица Лакхна́у» (урду امراؤ جان‎, хинди उमराव जान, англ. Umrao Jaan) — индийский художественный кинофильм, снятый в оригинале на языках урду и хинди. Премьера фильма состоялась 2 ноября 2006 года. Экранизация романа Мирзы Мухаммада Хади Русвы «Танцовщица», сюжет которого основан на реальных событиях из жизни известной индийской поэтессы и танцовщицы XIX века Умрао-Джан-Ада.

## Сюжет
Действие происходит в Индии в XIX веке, преимущественно в Лакхнау. Фильм начинается и заканчивается тем, что главная героиня рассказывает историю своей жизни, а наиболее важные события из её жизни показываются в виде песенно-танцевальных эпизодов.
Дилавар-Хан хотел жениться на красивой женщине, которая была отправлена в тюрьму на основании доказательств, представленных отцом Амиран. Чтобы отомстить, Дилавар-Хан со своим сообщником в 1840 году похищает Амиран — маленькую девочку, которая весело росла вместе со своим братом в буржуазной мусульманской семье любящих родителей, и продаёт в публичный дом в Лакхнау.
В городе Лакхнау в то время сохранялись древние культурные традиции. Здесь Амиран обучили искусству быть таваиф (куртизанкой), петь, танцевать и слагать стихи и дали ей новое имя — Умрао. Учителем Умрао становится Маулви-Сахиб, полюбивший и воспитавший её как собственную дочь.
Умрао выросла красавицей и стала одной из самых известных танцовщиц и поэтесс Лакхнау, искусством которой приходят насладиться множество людей. Однажды во время исполнения муджры (муджра — танец индийских куртизанок, стилизация индийского танца катхак) Умрао среди других посетителей видит молодого человека из высшего общества по имени Наваб Султан. Молодые люди влюбляются друг в друга и проводят вместе несколько счастливых месяцев. Но отец Наваба Султана требует от сына порвать с Умрао и жениться на богатой и знатной невесте их круга. Наваб Султан отказывается, в результате чего отец отрекается от сына, лишает наследства, и Наваб Султан скитается без дома и средств к существованию. Наваб Султан решает уйти и просит возлюбленную ждать его, обещая вернуться. Наваб Султан отправляется к своему дяде, который является судьёй в Гари, а Умрао каждый день молится о возвращении любимого.
В отсутствие Наваба Султана на Умрао обращает внимание бандит Фаиз Али. Хотя она отвергает его ухаживания, Фаиз Али решительно преследует её и просит её поехать с ним в его дом в Даулатабаде. Узнав, что они будут путешествовать через Гари, Умрао соглашается поехать с Фаизом Али в надежде встретиться с Навабом Султаном. По пути Фаиз Али и другие бандиты в результате вооружённой стычки с правительственными солдатами арестованы и отправлены в тюрьму. Наваб Султан от своего друга узнаёт, что Умрао и Фаиз Али находятся в Гари и едет навстречу с Фаизом Али в тюрьму. Фаиз Али, поняв, что Умрао только сопровождала его и хотела обмануть, манипулирует сведениями о ней. Наваб Султан со слов Фаиза Али думает, что у них были сексуальные отношения, обвиняет Умрао в предательстве и возвращается домой к отцу.
Убитая горем, Умрао вынуждена вернуться к своей прежней жизни. Сын одной из куртизанок Лакхнау — Гаухар Мирза — с которым они вместе выросли и который всю жизнь влюблён в неё, в нетрезвом состоянии насилует Умрао. Вскоре после этого в результате нападения британских войск на город Умрао и ещё несколько беженцев вынуждены оставить Лакхнау. Умрао решает отправиться в Файзабад, где она жила в детстве. Там она узнаёт, что её отец давно умер, встречается с матерью и братом, но брат отказывается признать в куртизанке свою сестру и с позором прогоняет её из дома.
По дороге Умрао случайно встречает Дилавар-Хана — человека, который похитил её и продал в публичный дом, когда она была ребёнком. Бедный, больной, бездомный, Дилавар-Хан скитается и просит милостыню. Умрао, которую он не узнаёт, дарит ему свои золотые браслеты, тем самым прощая его. Умрао ничего не остаётся, как вернуться в Лакхнау.
Подвергнутая остракизму со стороны всех окружающих и простив тех, кто разрушил её жизнь, Умрао-Джан-Ада до конца своих дней жила в Лакхнау, вкладывая всю боль своего разбитого любящего сердца в сочинение прекрасных стихов, песен и танцев, сделавших её известной.

## В ролях
| Актёр               | Роль                                              |
| ------------------- | ------------------------------------------------- |
| Айшвария Рай        | Амиран / Умрао, таваиф (куртизанка)               |
| Абхишек Баччан      | Наваб Султан                                      |
| Шабана Азми         | Ханум-Джан, владелица публичного дома в Лакхнау   |
| Сунил Шетти         | Фаиз Али                                          |
| Пуру Раджкумар      | Гаухар Мирза                                      |
| Кулбхушан Кхарбанда | Маулви-Сахиб, учитель Умрао                       |
| Аеша Джулка         | Хуршид, куртизанка, подруга Умрао                 |
| Дивья Датта         | Бисмиллах, куртизанка, подруга Умрао              |
| Бикрам Салуджа      | Ашраф, друг Наваба Султана                        |
| Химани Шивпури      | Буа Хуссаини, владелица публичного дома в Лакхнау |
| Вимарш Рошан        | Джамал, брат Амиран                               |
| Парикшит Сахни      | отец Амиран                                       |
| Майя Алагх          | мать Амиран                                       |
| Вишваджит Прадхан   | Дилавар-Хан, похититель Амиран                    |
| Джавед Хан          | сообщник Дилавар-Хана                             |
| Бансри Мадхани      | Амиран в детстве                                  |
| Хамзах              | Джамал в детстве                                  |

## Производство
Картина является экранизацией романа Мирзы Мухаммада Хади Русвы (1857—1931) «Танцовщица» (англ. Umrao Jaan Ada), написанного на языке урду в 1905 году, сюжет которого основан на реальных событиях из жизни известной индийской поэтессы и танцовщицы XIX века Умрао-Джан-Ада. Роман неоднократно вдохновлял кинематографистов Пакистана и Индии на экранизации. В Пакистане был снят кинофильм и телесериал: «Умрао-Джан» (1972), режиссёр Тарик Хасан, в главных ролях Рани и Шахид; «Умрао-Джан» (2003, телесериал). В Индии ранее было снято два кинофильма: «Мехнди» (1958, режиссёр С. М. Юсуф) и «Дорогая Умрао» (1981, режиссёр Музаффар Али, в главной роли Рекха).
Фильм снимался в разных местах, в том числе в некоторых дворцах Джайпура.
Режиссёром и продюсером выступил Джоти Пракаш Датта. Он также принял участие в написании сценария вместе с Джаведом Ахтаром и О. П. Датта. Оператором был Аянанка Бозе, художником-постановщиком — Биджон Дас Гупта, художниками по костюмам — Биндия Госвами и Анна Сингх, хореографом и постановщиком танцев — Ваибхави Мерчант.
Главные роли исполнили Айшвария Рай и Абхишек Баччан.
Актриса Шабана Азми, сыгравшая роль Ханум-Джан (владелицы публичного дома в Лакхнау), является дочерью актрисы Шаукат Кайфи, которая играла ту же роль в версии 1981 года.

## Саундтрек
Все тексты написаны Джаведом Ахтаром, вся музыка написана Ану Маликом.
| №   | Название                                         | Исполнители            | Длительность |
| --- | ------------------------------------------------ | ---------------------- | ------------ |
| 1.  | «Ek Tute Huye Dil Ki»                            | Алка Ягник             | 2:01         |
| 2.  | «A Foreword»                                     | Джавед Ахтар           | 0:42         |
| 3.  | «Salaam»                                         | Алка Ягник             | 5:35         |
| 4.  | «Pehle Pehel»                                    | Алка Ягник             | 5:56         |
| 5.  | «Bekhka Diya Humein»                             | Алка Ягник, Сону Нигам | 6:16         |
| 6.  | «Jhute Ilzaam»                                   | Алка Ягник             | 6:39         |
| 7.  | «Main Na Mil Saku»                               | Алка Ягник             | 7:18         |
| 8.  | «Pooch Rahe Hai»                                 | Алка Ягник             | 6:26         |
| 9.  | «Agle Janam Mohe Bitiya Na Kijo»                 | Рича Шарма             | 7:02         |
| 10. | «Agle Janam Mohe Bitiya Na Kijo» (child version) | Анмол Малик            | 2:38         |